# 田辺希文
田邊 希文（たなべ まれふみ）は、江戸時代中期の仙台藩士。仙台藩の儒学者かつ歴史家、神道家。号は晋斎、翠渓。仙台藩士家上毛野氏族田邊氏2代当主。家格は召出二番座。

## 略歴
元禄5年（1692年）、京都から仙台に移った田辺希賢の子として仙台にて誕生。京都において山崎闇斎門人の浅井琳庵（重遠）に儒学を学ぶ。また神道を金須直定や高志真直、柏村左兵衛に、持明院流書流を持明院基時、基輔親子より学ぶ。この他、馬術、鳴弦術、弓術、兵法、砲術なども学ぶ。
享保9年（1724年）、家督を相続。5代藩主・伊達吉村の嗣子・宗村の師傅となって70貫目を賜る。
著作に「摭言録」、「翠渓文書」がある。また、「伊達世臣伝記」、「伊達世臣譜略記」、「封内風土記」の編纂にかかわる。墓所は大年寺。